# Hans Henrich von Günderrode
Hans Henrich von Günderrode (* 1596; † 29. März 1650) war Oberst in der Hessen-kasselschen Armee und Hofmarschall in der Landgrafschaft Hessen-Kassel.

## Leben
Hans Henrich von Günderrode entstammte dem Adelsgeschlecht Günderrode, das ursprünglich aus Thüringen kam und sich in der zweiten Hälfte des 14. Jahrhunderts in Freiberg in Sachsen angesiedelt hatte.
Hans Henrich war Sohn des Caspar von Günderrode und dessen Gemahlin Veronica geb. von Saalhausen. Er studierte an der Friedrich-Schiller-Universität Jena Rechtswissenschaften und wurde zunächst Hofmeister der Prinzen Johann Friedrich (1604–1632) und Carl Ludwig von Pfalz-Lauterecken (1609–1631), beide später Offiziere in schwedischen Diensten. 1631 kam er zur Hessen-kasselschen Armee und war im Rang eines Obristlieutenants als Kommandant für das Geschehen in der Festung Ziegenhain verantwortlich. Seine Beförderung zum Oberst erfolgte 1636.
1637 war er als Gesandter in einer diplomatischen Mission in Schweden und noch im selben Jahr wurde er unter Landgräfin Amalia Geheimer Rat, Kriegsrat und Hofmarschall.
Mit seinem Cousin Moritz Otto von Günderrode (1597–1651), Oberst in der Hessen-kasselschen Armee, lag er des Öfteren im Streit über taktische Kriegsmaßnahmen.

## Auszeichnungen
- Geheimer Kriegsrat